# Henrietta Dubost
Henrietta Dubost, född 1799, död 1869, var en australisk lärare och konstnär (målare och tecknare). Hon drev mellan 1837 och 1861 en av de främst flickskolorna i Sydney. 
Henrietta Dubost kom från Paris till Sydney i Australien år 1833, där hon samma år började ge lektioner och 1837 grundade en flickskola enligt annons. Hennes flickskola, eller Establishment for the Education of Young Ladies, blev framgångsrik och varande i nästan trettio år, en av de mest långvariga i Sydney och även en av de tidigaste. 
Sedan "Mrs Williams" skola 1806 grundades en stor mängd flickskolor i Sydney, så konkurrensen var hård: det fanns exempelvis Mrs and Misses de Metz' flickpension 1833-1868, och Cooksey Sisters' Young Ladies' Academy på Carthona 1858-1874. Dubosts skola var vid den tiden en av Sydneys mest framgångsrika flickskolor. Det beskrivs som en utpräglad elitskola. Hon vände sig till stadens överklass och gjorde framgångsrikt bruk av det faktum att hon var från Paris i sin annonsering. Hon lärde ut franska, teckning och målning som huvudämnen, vilket var viktigt för en flickpension. 1850 utvidgade hon och anställde den protestantiska engelskan Margaret Potts för att än mer effektivt konkurrera om stadens protestantiska överklass, vilket blev framgångsrikt. Hennes motsvarighet bland stadens katoliker var vid denna tid Miss Moore's Seminary, som drevs av irländaren Margaret Moore (d. 1879) mellan 1833 och 1870 och från 1857 i Orwell House; hon hade normalt 35 elever, medan Dubost hade 25, men de vände sig till olika klientel, och Moore fick kraftigt stöd av den katolska tidningen Freeman's Journal. 
År 1861 avled Potts, Skolan låg då vid Dynevor Terrace vid College Street. Dubost hade uppenbarligen då tjänat ihop tillräckligt med pengar för att kunna avveckla skolan. 